# Abel Fernandez
Abel Fernandez (Los Angeles, Kalifornija, 14. srpnja 1930.), rođen kao Abel Gonzalez Fernández, američki je glumac indijanskih korijena. Porijeklom je iz Meksika.
Proslavio se u popularnoj TV-seriji  "'Nedodorljivi'; The Untouchables" u kojoj igra agenta Williama Youngfellowa. Abel je bio najmlađi član velike obitelji koji je izgubio majku na svome rođenju. Bavio se u mlađim danima i boksom da bi 1950. postao i profesionalac. Godine 1953. nakon što je skoro ubio protivnika prestao se baviti boksom i 1953. počinje studirati glumu i snimati filmove. Već 1953. snima film Second Chance u kojoj je odigrao ulogu Rivere, nakon čega će uslijediti uloge u još 53 filmova i serija. Među poznatijim filmovima su Fort Yuma (1955; Mangas); Madigan (1968; s ulogom detektiva Rodrigueza); Quicksilver (1986; Guyamo). Posljednja uloga mu je u seriji "Mujer, casos de la vida real" (2002; Vecino). 

## Vanjske poveznice
- Abel Fernandez u internetskoj bazi filmova IMDb-u (engl.)
- Abel Fernandez  Arhivirana inačica izvorne stranice od 25. srpnja 2008. (Wayback Machine)